# جيل كوهن
جيل كوهن (بالعبرية: גיל כהן‏) هي متسابقة يخت إسرائيلية، ولدت في 7 يوليو 1992 في حيفا في إسرائيل.

## وصلات خارجية
- جيل كوهن على موقع الاتحاد الدولي للملاحة الشراعية (موقع جديد) (الإنجليزية)
- جيل كوهن على موقع الاتحاد الدولي للملاحة الشراعية (موقع قديم) (الإنجليزية)
- جيل كوهن على موقع اللجنة الأولمبية الدولية (الإنجليزية)
- جيل كوهن على موقع أوليمبيديا (الإنجليزية)